# Дорштат
Дорштат (њем. Dorstadt) општина је у њемачкој савезној држави Доња Саксонија. Једно је од 37 општинских средишта округа Волфенбител. Према процјени из 2010. у општини је живјело 681 становника. Посједује регионалну шифру (AGS) 3158010.

## Географски и демографски подаци
Дорштат се налази у савезној држави Доња Саксонија у округу Волфенбител. Општина се налази на надморској висини од 80 метара. Површина општине износи 10,4 km². У самом мјесту је, према процјени из 2010. године, живјело 681 становника. Просјечна густина становништва износи 66 становника/km².